# Pain croquant suédois

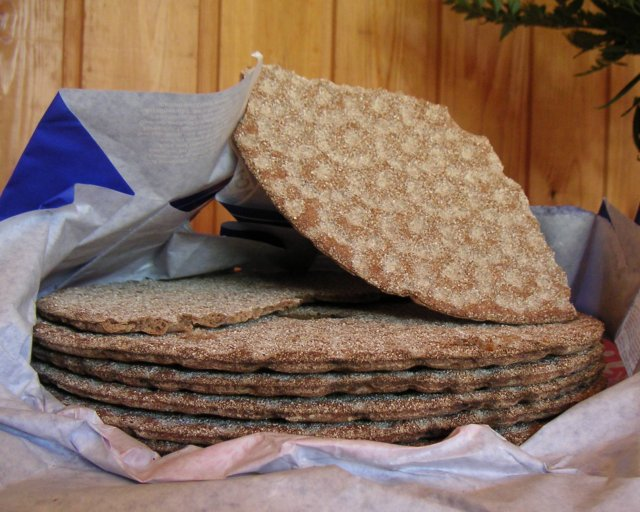
Pain croquant suédois.

Le pain croquant suédois, en suédois knäckebröd, « pain croquant », plus connu en français sous le nom de « pain Wasa » a été introduit en France par l’entreprise Wasa. Il s’agit d’un pain plat et sec qui ne se coupe pas et qui se vend soit sous forme de grandes rondelles avec un trou au milieu (ceci à cause de la façon traditionnelle de sécher le pain sur un bâton juste en dessous du toit), soit en rectangles d’environ 7 × 12 centimètres.
Le pain croquant traditionnel est à base de seigle mais il existe également des versions au blé et à l’avoine.